# Lokus
Lokus, de Ponç Pons és una obra de teatre publicada per l'editorial El Gall el 2009. Va ser estrenada el 2010 al Teatre Principal del Maó per la companyia Kimera Teatre de Joventuts Musicals de Ciutadella, dirigida per Jordi Odrí, i des de llavors se n'han fet diverses representacions, a Mallorca i també a Astúries, estrenant-se, el 2017, l'adaptació al castellà.
Es tracta d'una comèdia que segueix els corrents del teatre de l'absurd i també del realisme i el naturalisme, i constitueix la primera obra teatral de Ponç Pons, un autor menorquí que, tot i tenir una obra narrativa extensa, ha estat valorat, sobretot, per la seva obra poètica, per la qual ha estat guardonat amb diferents premis de renom.
L'obra se situa en l'actualitat i està ambientada en un centre psiquiàtric, on els protagonistes, en Miquel i en Blai, són interns. Lokus descriu un període de l'estada d'aquests dos personatges al centre, moment en què aquests es complementen i ofeguen la solitud de l'altre amb un humor esbojarrat.

## Argument
La història està dividida en vuit escenes i descriu uns esdeveniments importants pels personatges, com la visita de diversos individus, l'intent de suïcidi d'un d'ells o l'escapada d'ambdós per Barcelona, fins que culmina amb la separació dels amics. Tal com el mateix autor la defineix a la contracoberta de l'edició:
| « | Lokus és una comèdia que explora els sentiments de la soledat, l'amor, la depressió, l'amistat, el sexe, el pas del temps… i escenifica les peripècies vitals d'un seguit de personatges d'una entranyable tendresa i una ferida profunda, dolorosa humanitat. | » |

## Personatges principals
Segons Julià «en aquesta obra trobem tres menes de caràcters, tal com es pot deduir del terme amb el qual se'ls al·ludeix a la dramatis personae inicial: els que se'ls coneix pel nom (Miquel, Blai i Mariana); els que són anomenats per l'ofici o la relació social (Doctor, Infermera i Esposa); i aquells que són presentats per la seva condició o per un diminutiu (Boig, Vladi i Estra)»
- Miquel: és un pintor fracassat i destaca per tenir un gran sentiment de frustració «Em vaig casar enamoradíssim, convençut que seria per sempre i tot se m'ha esfondrat. Tenia una família, un món segur i estable...».[5] Sempre escolta cançons d'en Jacques Brel, les quals «delaten el seu estat d'ànim, o serveixen d'al·legoria d'una situació que s'ha produït o està a punt d'esdevenir-se: d'aquesta manera la lletra en francès de la cançó que el llibre ens escatima funciona d'intertext, i és més que significativa a l'hora d'acabar de comprendre moltes escenes[4]». Té el somni de fugir a les Illes Marqueses, tal com ho van fer els seus referents, en Jacques Brel i en Paul Gaughin.

- Blai: és un personatge que adopta diferents personalitats, com la de Jesús, Cervantes, Casanova o Napoleó. Sovint explica experiències inversemblants i incomoda el personal de l'hospital amb comentaris que l'interpel·len i descol·loquen. Segons explica, abans de ser internat al centre era un oficinista ―segons ell, ric― que també va tenir problemes amb l'alcohol.

Blai: Jo sempre m'he sentit tot sol. Supòs que és culpa meva i crec que vaig començar a beure per açò. Quan beus et desinhibeixes i estàs eufòric, et sents capaç de tot, però després ve la davallada, el pou. Anava a un bar, feia quatre o cinc copes i, si hi havia sort, podia parlar amb algú de coses intranscendents, de futbol, de política, de dones, i aquella estona em semblava que el món era millor i la vida més vivible, però en el fons sabia que era un acte desesperat per estar amb gent, per compartir una estona de conversa, sabia que en tornar a ca nostra tornaria a estar tot sol i no hi ha res més trist que sopar tot sol amb la ràdio encesa i anar al llit tot sol amb la televisió encesa i tenir un telèfon que mai sona...
- Mariana: és la nova infermera del centre, tot i que apareix només en tres ocasions, es guanya la confiança dels protagonistes i, al final de l'obra, estableix una relació d'amistat amb en Miquel.

- Doctor: Aquest personatge apareix, en moltes ocasions, medicant en Miquel, però a mida que avança l'obra i a partir de les seves intervencions es pot veure un doctor desanimat, que es deu al fet que té una filla que pateix autisme.

- L'Esposa: apareix en dues ocasions i se sap que està tramitant el divorci amb en Miquel.

- La Infermera: aquest personatge és l'objecte de les burles de la parella d'amics, els quals es diverteixen esverant-la amb comentaris obscens.

- El Boig: El Boig és un personatge que només parla a través de fragments d'obres de Shakespeare i serveix per definir el que és la bogeria a Lokus: la pèrdua d'identitat. Les cites que recita el Boig tenen una tendència existencialista, la crisi d'identitat i l'angoixa que provoca el pas del temps, temes que preocupen especialment el Miquel.

- Vladi i Estra: són els fills de Vladimir i Estragó, els dos protagonistes de l'obra Tot esperant Godot, de Samuel Beckett. El fet que apareguin a l'obra té un sentit simbòlic, ja que formen part de l'herència del teatre de l'absurd.[7] Vladi i Estra, així com els seus pares, segueixen esperant Godot, i s'expressen mitjançant el recurs del pseudodiàleg, entre ells es completen les frases accentuant, així, la visió dels dos personatges com un de sol.[8] Aquests dos personatges estableixen un paral·lelisme entre els dos protagonistes, en Miquel i en Blai.

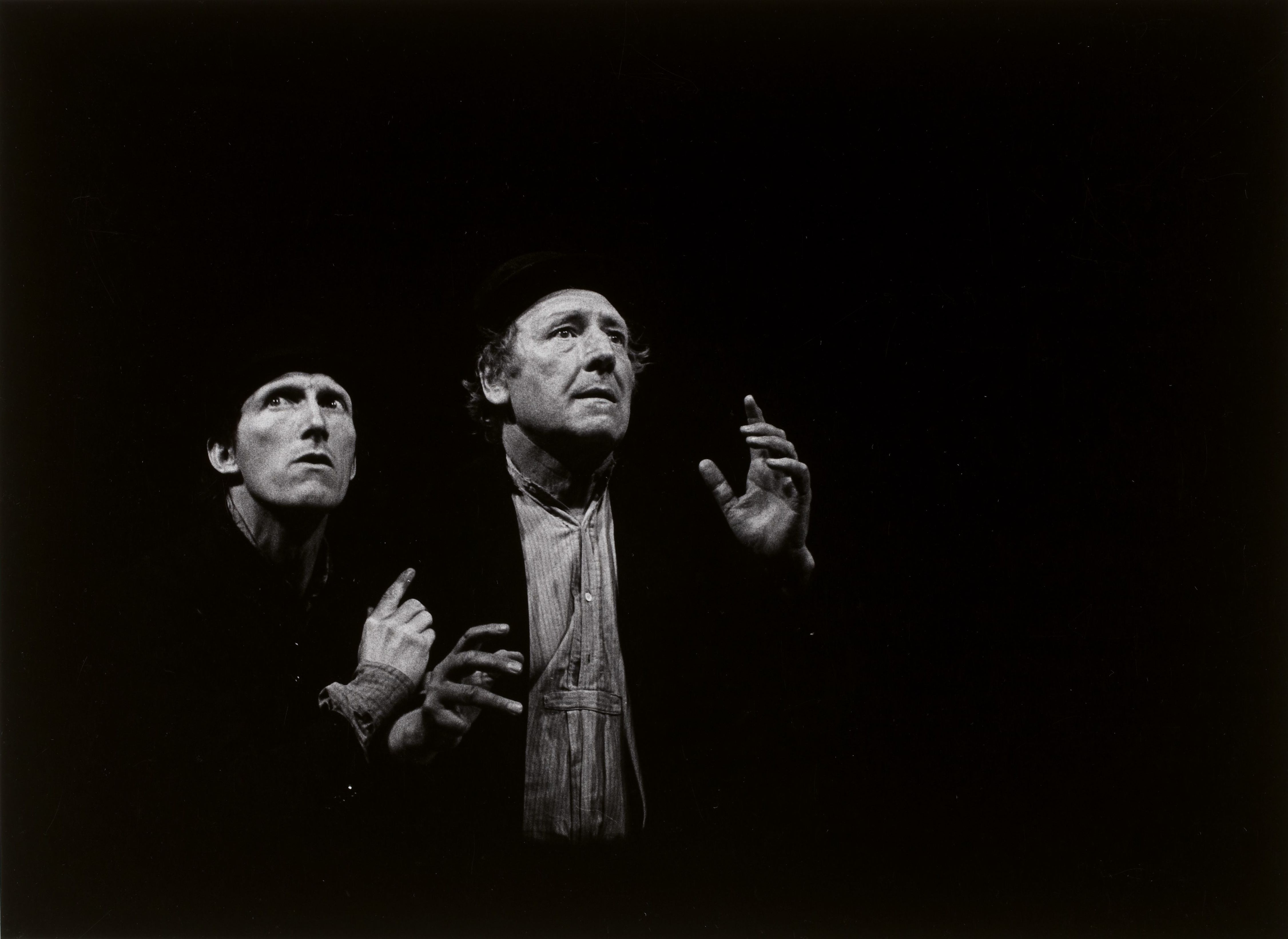
Els personatges Vladimir i Estragó de Tot esperant Godot, de Samuel Beckett. Representació del Festival d'Avignon, 1978.

## La intertextualitat
Lokus forma una col·lecció de cites i referències que demostra que el nostre autor està «farcit de literatura» i s'hi produeix un diàleg constant amb la tradició literària, sobretot el món teatral.
La gran influència de Lokus és Tot esperant Godot, de Samuel Beckett; Pons hi fa aparèixer els fills dels protagonistes d'aquesta obra, Vladi i Estra, i crea un paral·lelisme entre Vladimir i Estragó i en Miquel i en Blai. Amb Tot esperant Godot es veu el tema principal de què tracta Lokus, l'existencialisme, un gran recurs del teatre de l'absurd. Per tal de mostrar aquesta visió pessimista, les obres del teatre de l'absurd desdibuixen les convencions teatrals aristotèliques, marcades a la Poètica, els personatges es difuminen i perden la identitat; a Lokus podem observar que tant en Miquel com —sobretot— en Blai adopten diferents personalitats, tal com ho fan Vladimir i Estragó, en què, en un moment, aquest últim respon a noms que no són el seu, i fan jocs d'impostura i d'identitat.

Una altra referència directa que hi apareix és L'oncle Vània, de Txékhov. En aquest cas, però, per destacar les corrents del realisme i del naturalisme, que són presents en la contraposició entre els internats al centre i el món exterior, la lluita entre el subjecte i la realitat, i la profunditat psicològica dels personatges davant d'una trama on no hi ha grans esdeveniments. A Lokus, Pons inclou un fragment de l'obra de Txèkhov en què es mostra la incapacitat del subjecte per a ser feliç i la resignació i l'immobilisme d'aquest per a fer-hi res: 
«Miquel: Vaig veure una obra de Txèkhov, crec que era L'oncle Vània, i un personatge deia: “Tenc quaranta-set anys. Suposem que visqui fins als seixanta. Encara en falten tretze! Són molts! Com viuré durant aquests tretze anys? Què faré? Com els podré omplir?”.

## Representació
La producció de la representació teatral té un estil minimalista que demana una implicació imaginativa del públic, comparable amb el muntatge que va dissenyar Roger Blin per a Tot esperant Godot, el qual, amb pocs elements sobre l'escenari, deixa clar que el pes de l'obra recau en els intèrprets i les seves paraules, i d'altres propis del Berliner Ensemble a El cercle de guix caucasià de Bertolt Brecht, en què s'intenta forçar una reflexió per part del públic, amb objectes simbòlics i un escenari poc realista. En el cas de Lokus, trobem aquesta voluntat participativa no només amb les referències intertextuals sinó també amb el dilema moral que ens proposen els protagonistes, ja que la voluntat de l'autor era «que a la vegada [l'obra] fos còmica i profunda».

## Adaptació al cinema
- Lokus, de Joan Barceló Rigo i Antoni Truyols (2019)[14]